# Karby (Szwecja)
Karby – miejscowość (tätort) w Szwecji, w regionie administracyjnym (län) Sztokholm, w gminie Vallentuna. Według danych Szwedzkiego Urzędu Statystycznego liczba ludności wyniosła: 853 (31 grudnia 2015), 848 (31 grudnia 2018) i 839 (31 grudnia 2019).